# ائتلاف فتح
حزب اتحاد فتح (به عربی: تحالف الفتح) یکی از احزاب سیاسی عراق به‌شمار می‌رود که توسط هادی العامری در سال ۲۰۱۸ تأسیس شد. این ائتلاف از گروه‌های بسیج مردمی و مجلس اعلای اسلامی عراق و برخی احزاب سیاسی کوچک تشکیل شده‌است. هدف نخست از تأسیس این ائتلاف، شرکت در رقابت‌های انتخاباتی مجلس عراق در ماه مه ۲۰۱۸ میلادی بود. هادی العامری پس از به توافق نرسیدن با ائتلاف نصر، تصمیم به تأسیس این ائتلاف و شرکت در رقابت‌های انتخاباتی مجلس عراق در ماه مه ۲۰۱۸ میلادی گرفت.